# Tyler Hoechlin
Tyler Hoechlin (prononcer Heck-lin) est un acteur américain, né le 11 septembre 1987 à Corona en Californie.
Enfant star, il est révélé, au cinéma, par le rôle de Michael Sullivan Jr. dans le thriller Les Sentiers de la perdition (2002), et à la télévision, par le rôle de Martin Brewer dans la série télévisée familiale et dramatique Sept à la maison (2003-2007).
Il accède à la notoriété par son rôle de Derek Hale, un loup garou, dans la série fantastique et dramatique Teen Wolf (2011-2017).
Populaire auprès d'un jeune public, il est ensuite choisi pour incarner l'emblématique Superman dans l'univers télévisuel de super-héros du réseau The CW Television Network. Son rôle est introduit dans la série Supergirl et apparaît dans Arrow, Flash, Legends of Tomorrow et Batwoman. Puis en 2021, il obtient sa propre série, Superman et Loïs.
En 2020, il est choisi pour prêter sa voix au légendaire antagoniste Sephiroth dans le jeu-vidéo Final Fantasy VII Remake et ses suites.

## Biographie

### Enfance et formation
Né à Corona en Californie, Tyler Lee Hoechlin est le fils de Lori et Don Hoechlin. Il a deux frères : Travis (née en 1987, PDG de RiseUp Media) et Tanner (né en 1989)et une sœur Carrie (née en 1979).
Il commence à jouer au baseball dès l'âge de sept ans. Il joue dans l'équipe de l'université d'Arizona et dans l'équipe Battle Creek Bombers de la Northwoods League.
En 2008, il joue pour l'Université de Californie à Irvin.

### Débuts de carrière et révélation précoce
Tyler Hoechlin commence à jouer la comédie à l'âge de neuf ans. Après quelques petits rôles dans le drame familial Family Tree avec Robert Forster et Naomi Judd et le film d'aventures indépendant Train Quest, il est choisi parmi deux mille autres candidats pour incarner le rôle de Michael Sullivan Jr. dans le thriller  Les Sentiers de la perdition en 2002. Ce premier essai dans un rôle plus important est couronné de succès, le film est acclamé par la critique et maintes fois récompensé, il lui permet d'évoluer aux côtés d'acteurs reconnus comme Tom Hanks, Daniel Craig, Jennifer Jason Leigh et Paul Newman. Son interprétation est récompensée par le Saturn Award du meilleur jeune acteur, ainsi que le Young Artist Awards. Il est aussi cité pour le Critics' Choice Movie Award du meilleur espoir.
Et alors que le rôle de Max dans Charlie's Angels : Les Anges se déchaînent ! lui échappe au profit de Shia LaBeouf, la reconnaissance acquise par le succès des Sentiers de la perdition lui permet d'obtenir le rôle de Martin Brewer dans la série familiale et dramatique Sept à la maison qui le révèle au grand public. Il jouera ce personnage durant les quatre dernières saisons,. Pour ce rôle, il est nommé dans la catégorie « Révélation masculine de l'année » lors des Teen Choice Awards 2004, ainsi que dans la catégorie « Meilleur acteur dans une série télévisée dramatique », en 2005.
En 2007, peu de temps après l'arrêt de Sept à la maison, il joue le rôle principal dans le téléfilm Les Griffes de la forêt aux côtés de Kate Todd, puis, il joue les guest dans un épisode de la sixième saison des Experts : Miami. Cette même année, alors qu'il passe des auditions aux côtés de Taylor Lautner, pour la saga à succès Twilight, afin d'incarner Jacob Black, les producteurs l'envisagent dans le rôle d'Emmett Cullen. Finalement, Tyler préfère refuser le rôle qui reviendra à Kellan Lutz.
En 2008, il rejoint la jeune distribution du film d'horreur Solstice aux côtés d’Amanda Seyfried, Hilarie Burton et Elisabeth Harnois. Le film sort dans un nombre de salles limités, mais lui vaut tout de même une citation pour le Fright Meter Awards du meilleur acteur dans un second rôle.

En 2009, il joue dans un épisode de la série policière Castle, ainsi que dans un épisode des séries My Boys et Retour à Lincoln Heights.

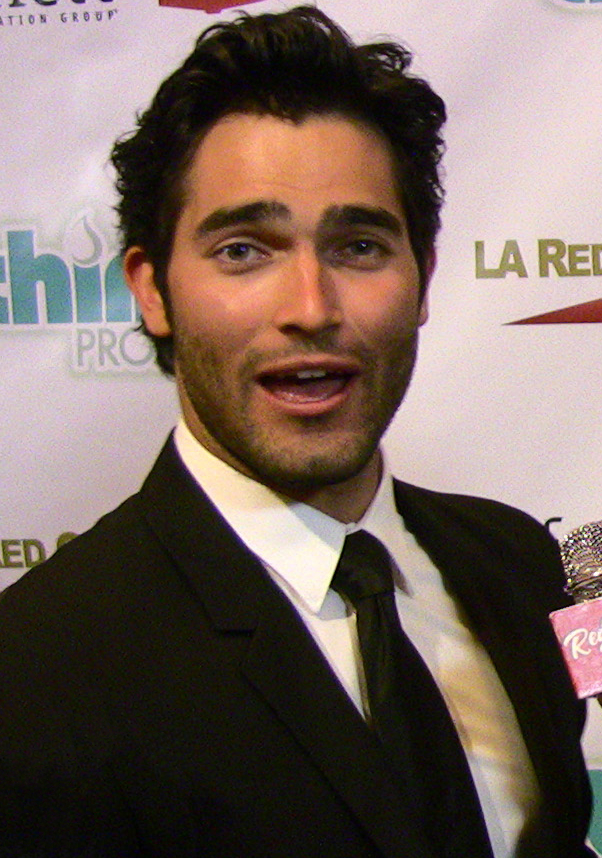
En 2011, pour la promotion de Teen Wolf.

### Teen Wolfet seconds rôles au cinéma
En 2011, Tyler Hoechlin joue dans la comédie Bon à tirer (BAT) aux côtés de Christina Applegate et Owen Wilson, puis dans un film dramatique Open Gate. Le premier est laminé par la critique mais inverse cette tendance en étant un succès au box-office, tandis que le second passe inaperçu.
Après une première audition ratée, il décroche le rôle de Derek Hale dans la série fantastique et dramatique Teen Wolf. Cette série est adaptée du long métrage du même nom et rencontre le succès auprès d'un jeune public. Elle met l'accent sur l'histoire d'amour, l'horreur et le mythe du loup-garou. Il s'agit de la deuxième adaptation du film pour la télévision : une version animée fut diffusée entre 1986 et 1987 aux États-Unis sur CBS. Dans celle de 2011, il incarne le rôle récurrent de Derek Hale, un loup-garou froid et ténébreux pendant les quatre premières saisons. Elle lance également la carrière des acteurs Tyler Posey et Dylan O'Brien. Cette nouvelle visibilité médiatique lui permet d'atteindre la troisième place d'un classement des acteurs de télévision les plus sexy.
En 2013, l'acteur et l'ensemble de la distribution principale remportent le Young Hollywood Awards de la meilleure distribution dans une série télévisée. Personnellement, il est vainqueur du Teen Choice Awards du meilleur voleur de vedette, en 2014.

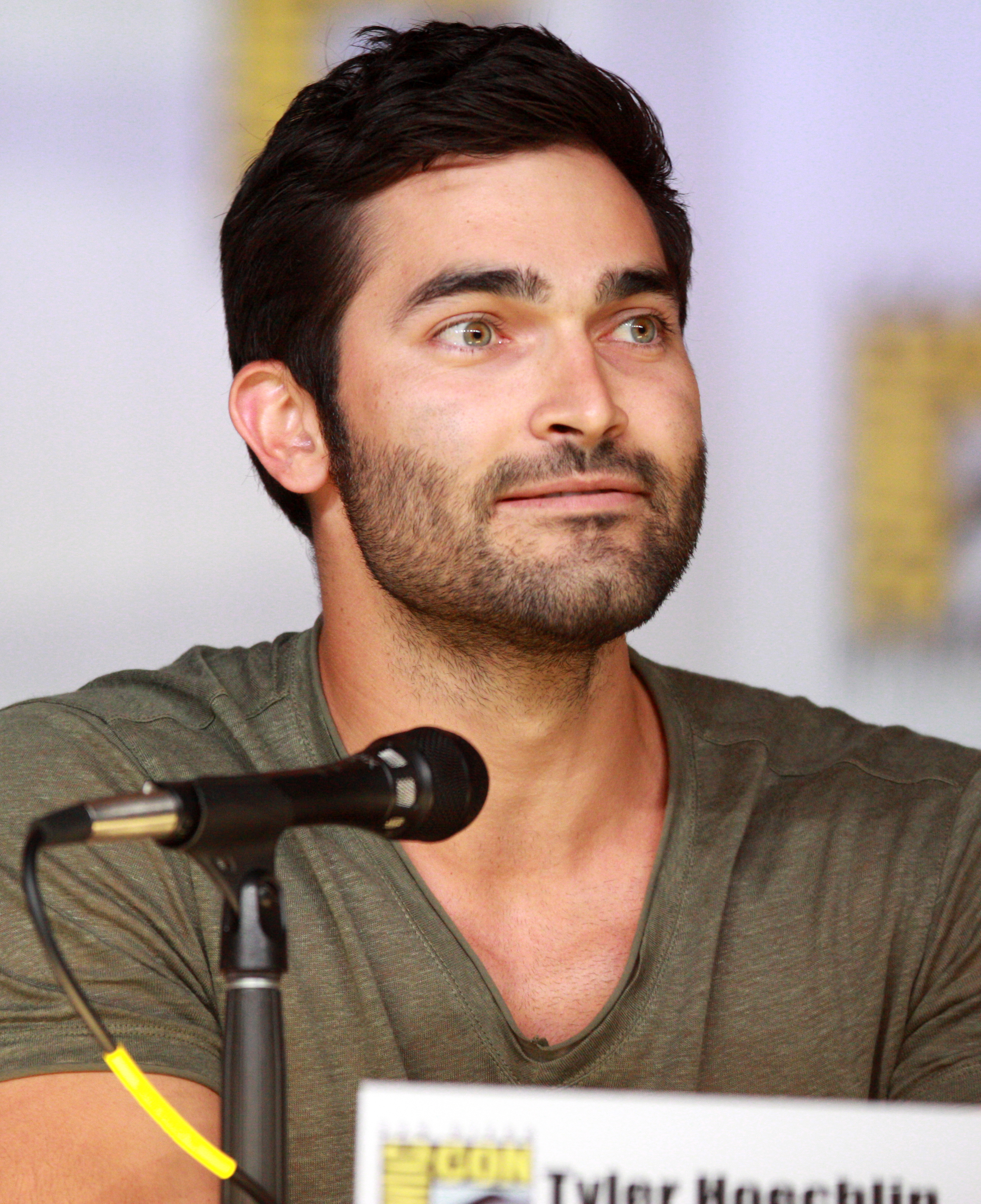
Lors du Comic-Con de San Diego, en 2013, pour la série télévisée Teen Wolf.

En 2011, il est auditionné par Warner Bros afin d'incarner Clark Kent/Kal-El dans Man of Steel mais le rôle est finalement attribué à Henry Cavill.
En 2012, parallèlement à son engagement sur la série, il joue dans la comédie indépendante Melvin Smarty, aux côtés de Taylor Cole et Helena Mattsson.
En 2015, Tyler Hoechlin quitte la distribution régulière de Teen Wolf ayant fortement apprécié son expérience de tournage sur le téléfilm The Sticks. Il tourne ensuite la comédie dramatique sportive Undrafted avec Chace Crawford, Joseph Mazzello et Robert Curtis Brown.
En 2017, il est un second rôle du film d'action mal reçu Stratton de Simon West avec Dominic Cooper, Austin Stowell; Connie Nielsen, Tom Felton et Gemma Chan. Entre-temps l'acteur réapparaît en tant qu'invité vedette dans la sixième et dernière saison de Teen Wolf,.

### De l'ArrowverseàSuperman & Loïs

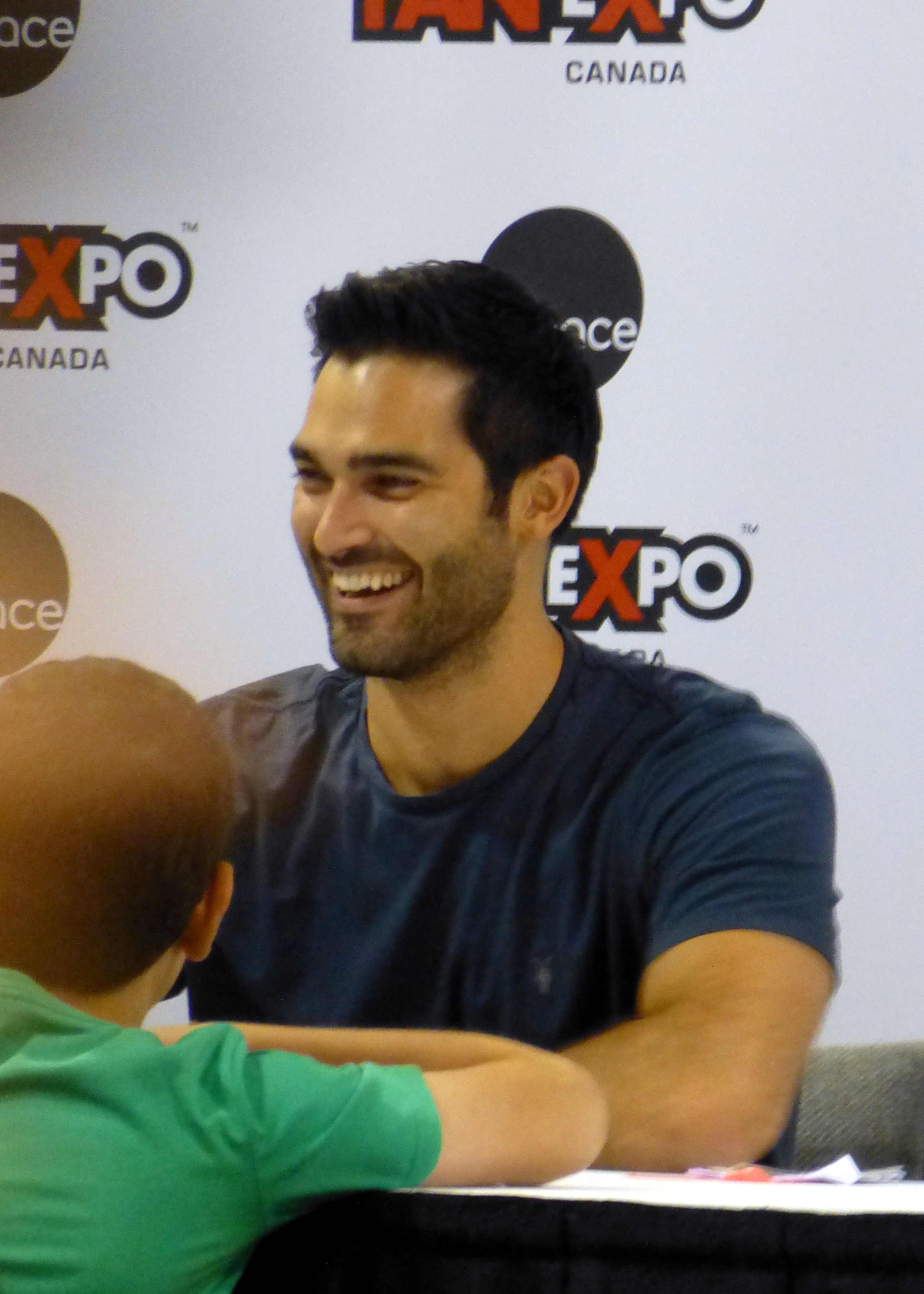
Lors d'un convention de fans au Canada, en 2015.

Tyler Hoechlin rebondit rapidement et décroche enfin le rôle emblématique de Superman pour le réseau The CW Television Network. Son personnage est introduit dans la saison 2 de la série télévisée fantastique Supergirl. Ce rôle lui vaut une citation pour le Saturn Award du meilleur artiste invité, en 2017. Dans le même temps, il joue au cinéma, dans la comédie Everybody Wants Some!!, qui reçoit un accueil très positif des critiques, mais qui est un échec au box-office à la suite d'une sortie en salles limitée,.
En 2018, il prend part à trois longs métrages : il décroche un petit rôle dans l'exposé Cinquante nuances plus claires, troisième et dernier tome de la trilogie Cinquante nuances de Grey, il est le héros du thriller passé inaperçu The Domestics aux côtés de Kate Bosworth puis, il fait partie de la distribution principale du drame très mal reçu Bigger, avec Julianne Hough, Colton Haynes et Kevin Durand.
La même année, il rendosse le costume de Superman afin de jouer dans la quatrième saison de Supergirl, ainsi que dans un épisode des séries appartenant au même univers, Arrow et Flash. Ce rôle lui permet de participer à des conventions de fans à travers le monde comme la Paris Manga 2019 ou encore la Wizard World. À la même période, un projet de série dérivée centrée sur son incarnation de Superman est en discussion afin d'étendre l'univers télévisuel de super-héros du réseau The CW Television Network,,.
En 2019, il joue un second rôle dans la comédie romantique La Liste de nos rêves avec Asa Butterfield, Maisie Williams et Nina Dobrev et il porte la comédie romantique Can You Keep a Secret? aux côtés d'Alexandra Daddario mais elle est très mal reçue par la critique,. La même année, il intègre la distribution récurrente de la série de science-fiction Another Life, distribuée par la plateforme de vidéo à la demande Netflix. La série suit les aventures d'une astronaute (jouée par Katee Sackhoff) lors d'une mission périlleuse, chargée d'explorer les origines d'un artefact alien. Il incarne le rôle d'Ian Yerxa, ancien capitaine du vaisseau Salvare repris par le personnage de Sackhoff.
En décembre 2019, il reprend son rôle de Clark Kent / Superman avec Bitsie Tulloch dans le rôle de Lois Lane, pour le crossover attendu Crisis on infinite earths de l'Arrowverse face à la version de Brandon Routh.
En début d'année 2020, il est à l'affiche de la comédie indépendante, saluée par les critiques, Palm Springs aux côtés de Cristin Milioti, Peter Gallagher, Camila Mendes et Andy Samberg. Mais surtout, la série Superman & Lois est officiellement commandée par The CW Television Network. L'enfant star confirme son passage à l'âge adulte avec ce nouveau rôle en tant que tête d'affiche. Énième incarnation du super-héro à l'écran, celle-ci se veut différente en abordant directement la parentalité du couple phare.
Toujours en 2020, il étend son talent à d'autres médias, notamment dans le doublage de jeux-vidéo. Il est choisi pour incarner vocalement l'emblématique Sephiroth, antagoniste principal de la saga Final Fantasy VII, dans la trilogie de Remake du jeu. Il remplace ainsi George Newbern, ancien interprète du personnage dans de nombreuses œuvres depuis le film Final Fantasy VII: Advent Children (2005).
Hoechlin a œuvré pour Final Fantasy VII Remake (2020), Crisis Core : Final Fantasy VII Reunion (2022), et Final Fantasy VII Rebirth (2024). Il est attendu pour la 3e partie du projet de Remake, dont la date de sortie est encore inconnue.

### Vie privée
De 2003 à 2005, Tyler Hoechlin a été le petit-ami de l'actrice Candice King, puis il a été en couple avec l'actrice et danseuse Rachele Brooke Smith de 2009 à 2012. Il a également été le compagnon de l'actrice et chanteuse Brittany Snow de 2012 à 2015. Après avoir brièvement fréquenté le mannequin allemand Alena Gerber entre 2015 et 2016, Tyler a fréquenté la mannequin australienne Monika Clarke de 2017 à 2018, depuis 2020 il était en couple avec Renée Murden une mannequin australienne mais ils se sont séparés récemment.

## Filmographie

### Longs métrages
- 1999 : Family Tree de Duane Clark : Jeff Jo
- 2001 : Train Quest de Jeffrey Porter : Billy
- 2002 : Les Sentiers de la perdition (Road to Perdition) de Sam Mendes : Michael Sullivan Jr.
- 2008 : Solstice de Daniel Myrick : Nick
- 2011 : Bon à tirer (BAT) (Hall Pass) de Peter et Bobby Farrelly : Gerry
- 2011 : Open Gate de Dan Jackson : Kaleb
- 2012 : Melvin Smarty de Simon Mathew et Victoria Raiser : Ricky
- 2016 : Everybody Wants Some!! de Richard Linklater : McReynolds
- 2016 : Undrafted de Joseph Mazzello : Dells
- 2017 : Stratton de Simon West : Marty
- 2018 : Cinquante nuances plus claires (Fifty Shades Freed) de James Foley : Boyce Fox
- 2018 : The Domestics de Mike P. Nelson : Mark West
- 2018 : Bigger de George Gallo : Joe Weider
- 2019 : La Liste de nos rêves (Then Came You) de Peter Hutchings : Frank Lewis
- 2019 : Un secret bien gardé (Can You Keep A Secret ?) de Elise Duran : Jack Harper
- 2020 : Palm Springs de Max Barbakow : Abe
- 2023 : Teen Wolf: The Movie de Russell Mulcahy :  Derek Hale

### Courts métrages
- 1998 : Disney Sing Along Songs: Happy Haunting de Greg Gold : Zach
- 2007 : The Rapture of the Athlete Assumed Into Heaven de Keith Bogart : L'athlète
- 2011 : Charlie Brown: Blockhead's Revenge de Robert Ben Garant : Schroeder

### Téléfilms
- 2007 : Grizzly Rage de David DeCoteau : Wes Harding
- 2013 : The Sticks de Deb Loftis : Hot Cop Clark Russell

### Séries télévisées
- 2003-2007 : Sept à la maison : Martin Brewer (62 épisodes)
- 2007 : Les Experts : Miami : Shawn Hodges (saison 6, épisode 6)
- 2009 : My Boys : Owen Scott (saison 3, épisode 9)
- 2009 : Castle : Dylan Fulton (saison 2, épisode 4)
- 2009 : Retour à Lincoln Heights : Tad (saison 4, épisodes 6 et 8)
- 2011-2017 : Teen Wolf : Derek Hale (63 épisodes)
- 2016, 2018-2019 : Supergirl : Superman / Clark Kent (saisons 2, 4 et 5, 6 épisodes)
- 2018 - 2019 : Flash : Superman / Clark Kent (saison 5, épisode 9 et saison 6, épisode 9)
- 2018, 2020 : Arrow : Superman / Clark Kent (saison 7, épisode 9 et saison 8, épisode 8)
- 2019 : Another Life : Ian Yerxa (saison 1, 2 épisodes)
- 2019 : Batwoman : Superman / Clark Kent (saison 1, épisode 9)
- 2020 : Legends of Tomorrow : Superman / Clark Kent (saison 5, épisode 1)
- 2021-2024 : Superman & Lois : Superman / Clark Kent (rôle principal)

### Jeux vidéo
- 2020 : Final Fantasy VII Remake : Sephiroth (voix)
- 2022 : Crisis Core : Final Fantasy VII Reunion : Sephiroth
- 2024 : Final Fantasy VII Rebirth : Sephiroth

## Distinctions

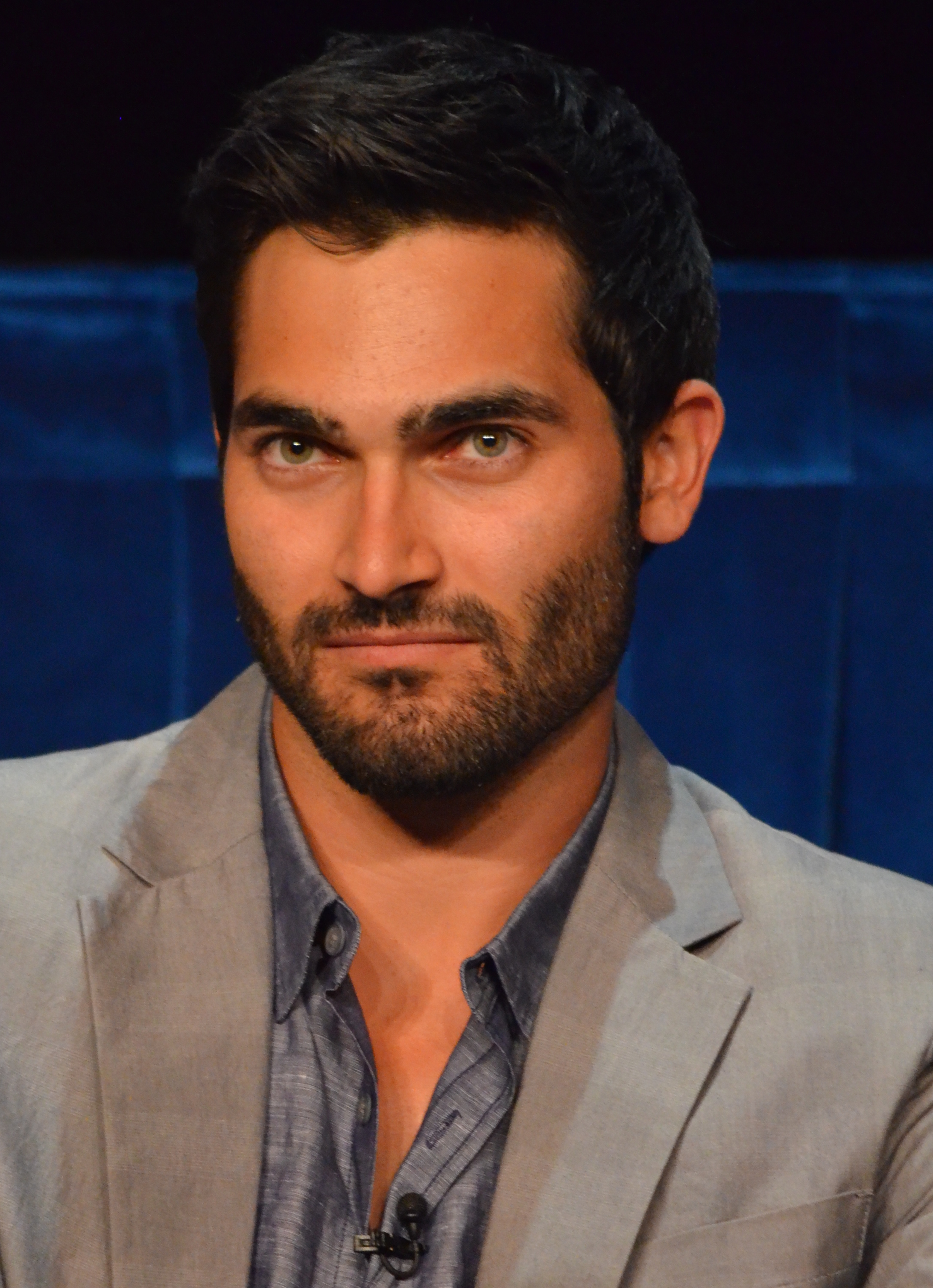
Au PaleyFest 2012.

Sauf indication contraire ou complémentaire, les informations mentionnées dans cette section proviennent de la base de données IMDb.

### Récompenses
- Young Artist Awards : meilleur jeune acteur dans un long-métrage pour Les Sentiers de la perdition
- Saturn Awards 2003 : meilleur jeune acteur pour Les Sentiers de la perdition
- Young Hollywood Awards 2013 : Meilleure distribution dans une série télévisée pour Teen Wolf, prix partagé avec Tyler Posey, Crystal Reed, Dylan O'Brien et Holland Roden
- Teen Choice Awards 2014 : Meilleur voleur de vedette dans une série télévisée pour Teen Wolf

### Nominations
- Las Vegas Film Critics Society Awards 2002 : meilleur jeune acteur pour Les Sentiers de la perdition
- Critics' Choice Movie Awards 2003 : meilleur espoir pour Les Sentiers de la perdition
- Online Film & Television Association 2003 : OFTA Film Award du meilleur jeune acteur pour Les Sentiers de la perdition
- Phoenix Film Critics Society Awards 2003 : meilleure interprétation par un jeune acteur pour Les Sentiers de la perdition
- Teen Choice Awards 2004 : Meilleur révélation masculine dans une série télévisée pour Sept à la maison
- Teen Choice Awards 2005 : Meilleur acteur dans une série télévisée dramatique pour Sept à la maison
- Young Artist Awards 2005 : Meilleur jeune acteur dans une série télévisée comique ou dramatique pour Sept à la maison
- Fright Meter Awards 2008 : meilleur acteur dans un second rôle pour Solstice
- Saturn Awards 2017 : meilleur artiste invité dans une série télévisée pour Supergirl

## Voix francophones
En version française, Stéphane Pouplard est  la voix régulière de Tyler Hoechlin tandis que Thibaut Lacour le double dans les séries de l'Arrowverse,.
| - Stéphane Pouplard dans : - Teen Wolf (série télévisée) - Cinquante nuances plus claires - The Domestics - Another Life (série télévisée) - Palm Springs - Teen Wolf, le film - Thibaut Lacour dans (les séries télévisées) : - Supergirl - Arrow - Batwoman - Flash - Legends of Tomorrow - Superman et Loïs (voix principale) | Et aussi - Tony Marot dans Sept à la maison (série télévisée) - Bruno Choël dans Final Fantasy VII Remake (jeu vidéo, voix) - Gwenaël Sommier dans Les Sentiers de la perdition - Fabrice Fara dans Bon à tirer (BAT) - Renaud Heine dans Stratton - Marc Arnaud dans Superman et Loïs (série télévisée - voix de remplacement, saison 2) |